# Lenin-grad Zhiv!
Lenin-grad Zhiv! (en ruso: 'Ленин-град Жив!') es un DVD de la banda de ska punk de San Petersburgo  Leningrad del año 2006.

## Descripción
Fue realizado con material filmado de un concierto el 11 de marzo de 2006 en el Club DS Ubileinii de San Petersburgo para presentar el disco Hleb.
Contiene 30 pistas en vivo y existe una segunda edición con una pista adicional que incluye los videoclips de "Menedzher" y "Dorogi". En total tiene una duración de 97 minutos.

## Listado de temas
1. “Ленин-град” - Lenin-grad
2. “Небесный Теннис” - Nebecniy tennis
3. “Нефть” - Neft
4. “Когда нет денег” - Kogda net deneg
5. “Группа крови” - Gruppa Krovi
6. “Пидарасы” - Pidarasi
7. “Дачники” - Dachniki
8. “Свобода” - Svoboda
9. “K@k@-in”
10. “www”
11. “Без тебя” - Bez Tebya
12. “Хуйня” - Huinya
13. “Распиздяй” - Raspizdiay
14. “Хуямба” - Huyamba
15. “Ф.К.” - F.K.
16. “День рождения” - Den Rozhdeniya
17. “Искала” - Iskala
18. "Терминатор" - Terminator
19. "На не" - Na ne
20. "Стас Барецкий – Дом-2" - Stas Baretskiy - Dom-2
21. "Мне был в небо" - Mne bi v nebo
22. "Комон эврибади" - Komon evrybadi
23. "Менеджер" - Menedzher
24. "Зина" - Zina
25. "Любовь и Боль" - Lyubov' i bol'
26. "007"
27. "Кто кого" - Koto kogo
28. "Всё это рейв" - Bcyo eto reiv
29. "Я тебя" - Ya tebya
30. "Дороги" - Dorogi